# Hoplocoryphella grandis
Hoplocoryphella grandis är en bönsyrseart som beskrevs av Brancsik 1895. Hoplocoryphella grandis ingår i släktet Hoplocoryphella och familjen Thespidae. Inga underarter finns listade i Catalogue of Life.